# موراپه پالگامدا
موراپه پالگامدا (به لاتین: Morape Pallegammedda) یک منطقهٔ مسکونی در سری‌لانکا است که در استان مرکزی (سری‌لانکا) واقع شده‌است.